# Yaron Elyashiv
Yaron Elyashiv (* 30. Dezember 1981) ist ein israelischer Musiker (Tenorsaxophon) des Modern Jazz.

## Wirken
Elyashiv kam Mitte der 2000er Jahre nach New York, wo er sich rasch einen Namen machte und mit eigenen Gruppen auf dem Silver Spring Jazz Festival und dem CUNY Jazz Festival auftrat. Auch arbeitete er mit Musikern wie Ugonna Okegwo, Valery Ponomarev, Esperanza Spalding, Daniela Shaechter, Ruslan Khain, Tommy James, Bertha Hope, Satoshi Inoue, Kengo Nakamura, Dmitri Kolesnik, Janice Freedman, Phil Stewart, Ari Roland, Sacha Perry, Will Terril, Vincent Hsu und Richard Clements.
2007 holte ihn die Sängerin Myrna Lake zur Teilnahme an ihrem Album Yesterdays. Im selben Jahr erschien sein Debütalbum I Remember You, an dem Musiker wie Andrei Ryabov beteiligt waren. Er war weiterhin als Mitglied der Bigband von Eyal Vilner tätig.